# Raorhynchus inexpectatus
Raorhynchus inexpectatus är en hakmaskart som beskrevs av Yves-Jean Golvan 1969. Raorhynchus inexpectatus ingår i släktet Raorhynchus och familjen Rhadinorhynchidae. Inga underarter finns listade i Catalogue of Life.